# Beit HaShalom

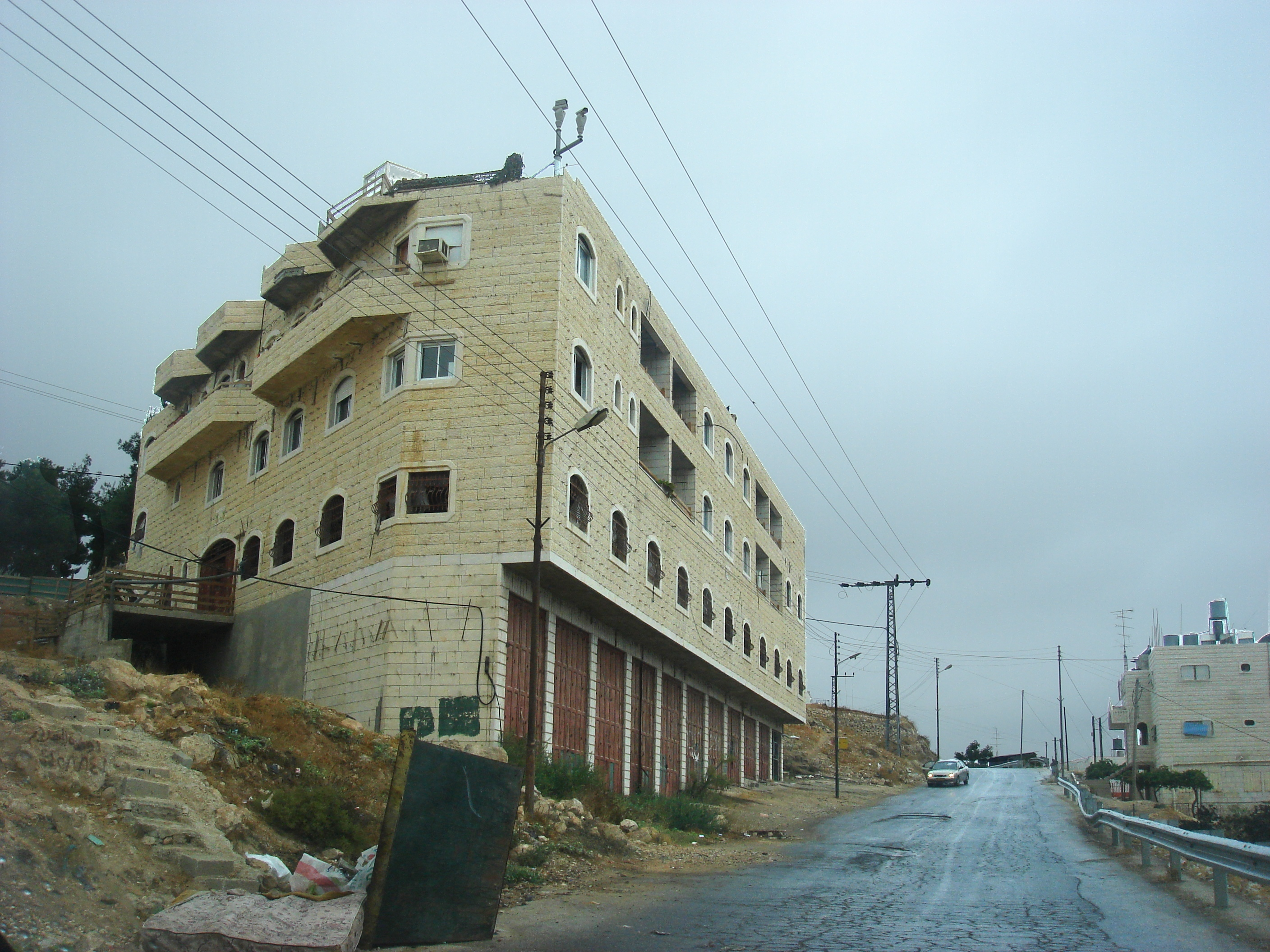
Edificio Beit HaShalom

Beit HaShalom (en hebreo: בית השלום, La Casa de la Paz, o conocida también como Beit HaMeriva ("La casa de la discordia") es una estructura de cuatro pisos que alberga una comunidad judía de 25 familias en la ciudad de Hebrón, incluyendo estudiantes de yeshivá. Esta comunidad está ubicada en el camino principal que enlaza a Kiryat Arba con la Caverna de los Patriarcas en Hebrón. La comunidad tiene sus orígenes en la comunidad original de la ciudad de Hebrón, pues las instalaciones fueron adquiridas por un descendiente de la comunidad original.

## Historia
De acuerdo con los colonos judíos que habitan el edificio, en el año 2007, la comunidad judía local firmó un acuerdo con los propietarios palestinos del edificio, transfiriendo así la propiedad del mismo. Esto está siendo litigado en la Corte Suprema de Israel y para noviembre del año 2008, a los habitantes israelíes se les ordenó evacuar el edificio, si bien ellos rehusaron desocuparlo de manera voluntaria.
La construcción del edificio por palestinos originalmente fue con la intención y diseño para un uso mixto, de tiendas y apartamentos. Fue adquirido por US$ 700.000 antes de que la construcción fuese finalizada. El 19 de marzo, cientos de israelíes de Hebrón y Kiryat Arba, incluyendo estudiantes de yeshivá, se mudaron al sitio. El rabino Dov Lior, Rabino Jefe de Hebrón y Kiryat Arba, arribó y dio sus bendiciones a la estructura física y a la comunidad. El asentamiento fue controvertido a nivel político, y aunque la legalidad de la compra fue afirmada y certificada, los entonces ministro y Viceministro de Defensa, Amir Péretz y Efraim Sneh, afirmaron que evacuarían a los residentes judíos, citando una orden de la Administración Civil de Cisjordania, controlada por el ejército israelí, para la cual la ocupación o transferencia de la propiedad de casas en Cisjordania por parte de judíos debe ser coordinada, así como basados en una decisión legal de 1980 que decretó que cualquier expansión de la comunidad judía de la ciudad debía ser aprobada por el gabinete israelí. Otros políticos de todo el espectro nacional, tanto de dentro como fuera del gobierno, han expresado su apoyo a Beit HaShalom; los miembros del parlamento israelí Otniel Schneller del partido Kadima y el ministro del Interior Roni Bar-On hicieron entender que el entonces primer ministro israelí, Ehud Olmert bloquearía cualquier intento de evacuación de Beit HaShalom.
Una sentencia de la Corte Suprema de Israel el 16 de noviembre de 2008, determinó que algunos de los recibos de venta consignados por los colonos eran falsos y se emitió una orden para evacuar el sitio. Luego se reportó que después de emitirse la sentencia de la corte, los colonos estaban construyendo barricadas, preparándose para resistir los intentos de evacuarlos de Beit HaShalom.

## Escándalo de las ventanas
Durante el año 2007, los medios israelíes se centraron en la comunidad de Beit HaShalom en numerosas ocasiones, siendo una de las más destacadas durante septiembre de 2007, un conflicto entre miembros de la comunidad y el Ministerio de Defensa, en relación con la prohibición que tenían las familias residentes de preparar sus casas para el invierno. Interesado en descubrir el trasfondo del asunto y la legalidad de la propiedad del edificio por parte de la comunidad judía, el diario Jerusalem Post contactó al portavoz de la comunidad judía de Hebrón, David Wilder, el cual afirmó estar seguro de que la comunidad tenía un "firme derecho sobre la estructura". El 21 de enero de 2008, los rabinos Dov Lior de Hebrón, Ya'acov Shapira de la yeshivá Mercaz haRav, Elyakim Levanon de Elon Moreh, y Nahum Rabinovitch de Ma'ale Adumim se reunieron en Beit HaShalom para declarar de manera conjunta que la política del gobierno israelí hacia los asentamientos era "peor que el Libro Blanco durante el Mandato Británico".
En marzo de 2008, Beit HaShalom recibió finalmente el permiso para instalar ventanas, removiendo así las cubiertas de nylon que tenía. Sin embargo, poco después las persianas fueron quitadas porque el permiso era "para ventanas, no para persianas".
En 13 de septiembre de 2012 declaró el Tribunal que la compra era completamente legal y se permitió a sus compradores que se instalaran en la casa, en la que se celebró una festiva inauguración, clavando en ella la mezuzá en 13 de abril de 2014.